# Grzegorz Gzyl
Grzegorz Gzyl (ur. 1962 w Busku-Zdroju) – polski aktor teatralny, telewizyjny i filmowy.

## Życiorys
Rozpoczął swą drogę do aktorstwa w liceum ogólnokształcącym w Busku-Zdroju, w amatorskim teatrzyku Hades pod kierownictwem mgr Zdzisława Skoczylasa. Dwukrotnie zdawał do krakowskiej PWST, którą ukończył w 1987 roku dyplomowymi spektaklami: Bal w Operze w reżyserii Marty Stebnickiej oraz Ferdydurke w reżyserii Waldemara Śmigasiewicza. W latach 1987–1994 występował w Teatrze Muzycznym w Gdyni, grając m.in. w musicalach West Side Story i Kabaret, oraz w tamtejszym Teatrze Miejskim. Od 1994 roku jest aktorem Teatru Wybrzeże w Gdańsku, w którym debiutował tytułową rolą w Piotrusiu Panu.
Występował także w spektaklach Teatru Telewizji. Pojawił się też w kilku filmach w rolach drugoplanowych. Od 2005 roku gra w serialu Na Wspólnej jako Marek Zimiński.
Mieszka w Gdyni. Jego żoną jest Dorota Kowalewska, solistka Teatru Muzycznego w Gdyni. Mają syna Jeremiasza (ur. 1990), także aktora, i córkę Tosię.

## Filmografia

### Filmy kinowe

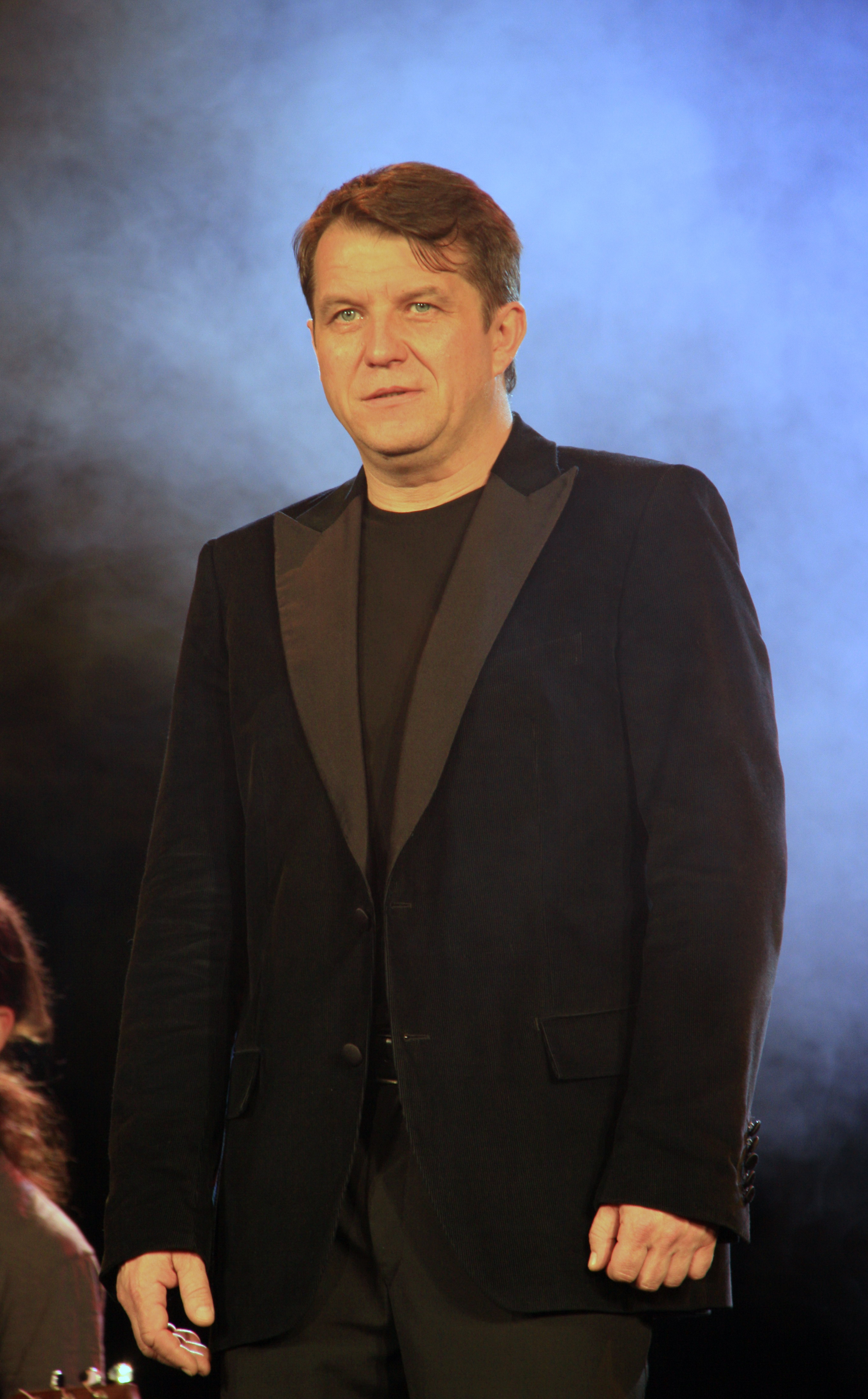
Grzegorz Gzyl podczas próby przed spektaklem „Koncert Orfeusza”, Busko-Zdrój, 28 kwietnia 2012

- 2023 Radiostory jako Kubek, oficer UOP
- 2013: Układ zamknięty jako komendant policji
- 2011: Czarny czwartek jako Jan Mariański, przewodniczący MRN
- 2011: Pussycat (etiuda)
- 2009: Wszystko, co kocham jako ojciec Basi
- 2005: Wróżby kumaka (Unkenrufe) jako recepcjonista

### Seriale TV
- 2023: Belfer III jako ochroniarz portowy (odc. 2)
- 2019: Młody Piłsudski jako hrabia Tarnowski (odc. 7)
- 2015: Aż po sufit! jako Gryga (odc. 9)
- 2010: Ojciec Mateusz jako Kwapisz (odc. 61)
- 2008: Pitbull jako policjant śledzący Artaka, a potem jako członek jego gangu (odc. 31)
- 2005: Lokatorzy jako Dudkowski, inspektor budowlany (odc. 207)
- od 2005: Na Wspólnej jako Marek Zimiński
- 2004: Sąsiedzi jako Wojtek Śliwiak (odc. 25)
- 2003: Tygrysy Europy 2 jako dyrektor szkoły
- 2003: Sąsiedzi jako Wojtek Śliwiak, mąż Karoliny Śliwiak
- 2002: Lokatorzy jako weterynarz (odc. 132)
- 2001: Lokatorzy jako mężczyzna w pubie „Muszelka”, któremu Zuzia chciała sprzedać perfumy (odc. 67)
- 2000–2002: Lokatorzy jako warm up
- 2000: Piotrek zgubił dziadka oko, a Jasiek chce dożyć spokojnej starości jako aktor (odc. 1)
- 1999: Tygrysy Europy jako dyrektor szkoły
- 1994–1995: Radio Romans jako Wojciech Krzywicki, przyrodni brat Dominiki

### Spektakle Teatru TV
- 2006: H jako Klaudiusz
- 2006: Inka 1946 jako Marek[4]
- 2001: Agnes jako Ludovic
- 1997: Pasja - Misterium o Męce, Misterium o Zmartwychwstaniu jako Święty Jan
- 1991: Żołnierz królowej Madagaskaru jako Władysław Mącki Junior
- 1990: Gody weselne jako Pan Młody

Źródło:.

## Nagrody i odznaczenia
- 2004: wyróżnienie honorowe na VIII Międzynarodowym Festiwalu Komedii „Talia” w Tarnowie za rolę w przedstawieniu Mąż i żona
- 2005: nagroda widzów na Festiwalu Teatru Wybrzeże w Gdańsku za rolę w przedstawieniu Kronika zapowiedzianej śmierci
- 2012: Nagroda na Festiwalu Teatru Polskiego Radia i Teatru Telewizji Polskiej „Dwa Teatry” w Sopocie za drugoplanową rolę w słuchowisku radiowym - rolę Janka Linstrumowej w słuchowisku Bliżej piekła
- 2013: Nagroda Prezydenta Miasta Gdańska w Dziedzinie Kultury z okazji jubileuszu 25-lecia pracy artystycznej[6]
- 2016: Brązowy Medal „Zasłużony Kulturze Gloria Artis”[7]
- 2022: Nagroda Prezydenta Miasta Gdańska w Dziedzinie Kultury z okazji 35-lecia pracy twórczej[6]
- 2022: Nagroda na 62. Kaliskich Spotkaniach Teatralnych dla zespołu aktorskiego spektaklu Awantura w Chioggi z Teatru Wybrzeże w Gdańsku

Źródło:.